# Горсенс
Го́рсенс (дан. Horsens) — місто в Данії, на сході півострова Ютландія, центр однойменної комуни. Порт на березі Горсенс-фіорду, залізничний вузол. Населення міста — 61 074 особи (2022).

## Історія
Заснований у XI або XII столітті. Був укріпленим містом із кількома монастирями. 1442 року отримав першу торговельну хартію й до XVIII століття став комерційним центром.

## Пам'ятки
Каплиця францисканського монастиря, церква Спасителя (дан. Vor Frelsers Kirke) в романському стилі (XIII століття), музей, кілька купецьких будинків XVIII століття.
Горсенс — місце народження Вітуса Беринга. Після 1780 року в місті за домовленістю данського уряду з Катериною II до кінця свого життя в практичній ізоляції проживали принци та принцеси Брауншвейзької родини — діти Антона Брауншвейзького та Анни Леопольдівни, брати та сестри Івана VI. У цей час Данією фактично правила королева Юліана-Марія, сестра Антона Брауншвейзького.

## Археологія
На березі Горсенс-фіорду були знайдені три весла з ясеня, виготовлені в 4700-4500 роках до н. е. Весла були створені представниками культури Ертебелле.

## Промисловість
Сталеливарне виробництва, машинобудування (обладнання електротехнічне, текстильне та ін.), харчова, тютюнова промисловість.

## Університет імені Вітуса Берінга
У Горсенсі розташований великий міжнародний університет, названий на честь Вітуса Берінга. З 2008 року, після його об'єднання з університетом «Альфа-Центр», Середньозахідним центром вищої освіти, Віта-центром вищої освіти та Університетським коледжем Ютландії, перейменований на VIA University College.
В університеті навчаються понад 20 000 студентів з різних країн і працюють близько 2 000 викладачів. Навчання проходить за 50-ма різними технічними та економічними спеціальностями.

## Уродженці
- Адельберт фон Баудіссін (1820—1871) — німецький письменник.

## Міста-побратими
- Нокіа, Фінляндія
- Блендюоус, Ісландія
- Мосс, Норвегія
- Карлстад, Швеція